# 高文远 (中将)
高文远（1938年—），湖北黄陂人，中国人民解放军将领、中国人民武装警察部队中将。 
1997年，授予武警中将警衔。曾任武警部队副司令员。 